# Enfangament

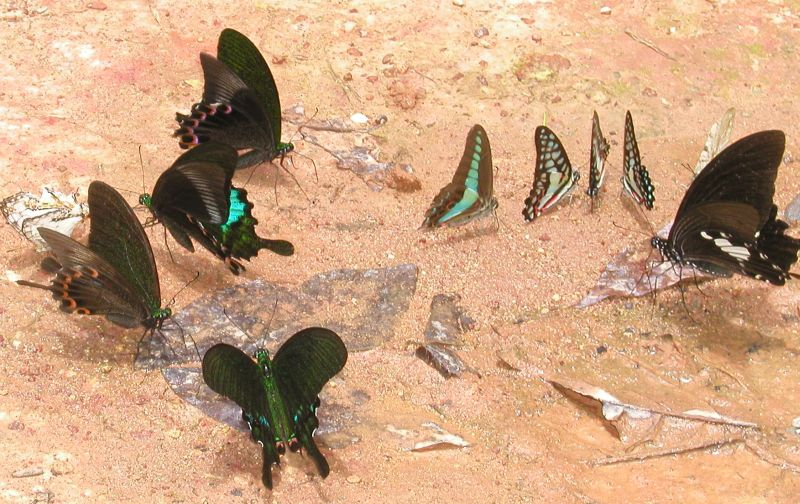
Enfangament de papiliònids a Tailàndia.

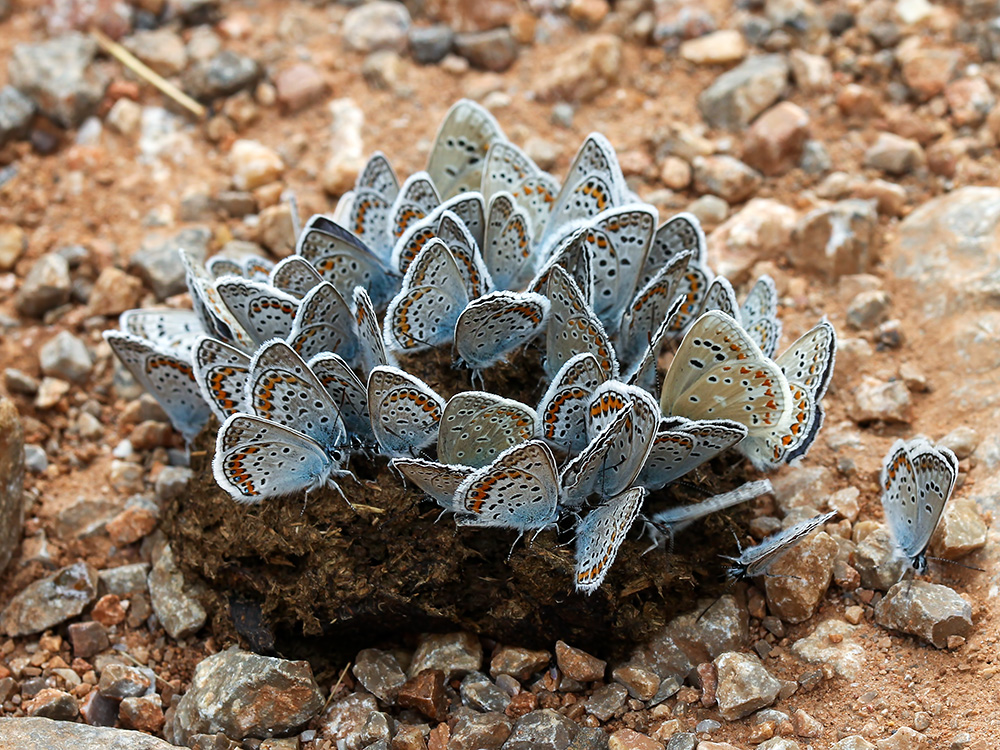
Blavets i Blavets de la vulnerària.

S'anomena enfangament, a un comportament mitjançant el qual determinats animals busquen determinades substàncies humides com ara material vegetal en descomposició, fang i carronya i beuen el fluid d'ells. És molt característic de les papallones, tot i que també es manifesta en altres animals principalment insectes. Quan les condicions són favorables les papallones i altres insectes formen grups sobre el sòl humit, fems o carronya.1 Dels fluids extreuen nutrients com ara sals i aminoàcids que tenen diversos rols en la fisiologia, etologia i ecologia d'aquests insectes. S'ha observat aquest comportament també en alguns altres insectes, especialment els cicadèl·lids, per exemple, Empoasca fabae.
Els lepidòpters (papallones i arnes) tenen diverses estratègies per incorporar nutrients líquids. Generalment l'enfangament es realitza sobre sòl humit. Però fins la suor a la pell de les persones pot resultar atractiva a papallones com les de les espècies de Halpe. Altres fonts de nutrients comuns són sang i llàgrimes. Cal destacar que aquest comportament no es limita als lepidòpters i, per exemple, diverses espècies d'abelles anomenades "abelles de la suor" són atretes per diversos tipus de suors i llàgrimes, inclosos les dels humans i un comportament similar ha estat observat en algunes altres espècies d'abelles.
En moltes espècies el comportament d'enfangament el realitzen només els mascles, i la presència d'un grup de papallones a terra és un estímul per unir-se al grup, com s'observa en per exemple, en l'espècie Battus philenor.